# 좀명아주
좀명아주(학명: Chenopodium ficifolium)는 비름과의 한해살이풀이다. 유럽이 원산인 귀화 식물로서, 주로 황무지나 밭 등에서 자라며, 한반도 거의 전지역에 널리 분포한다.
줄기의 높이는 30~60cm 가량이다. 윗부분과 잎 뒷면이 흰 가루로 덮혀있다. 잎은 연하고 어긋난다. 꽃은 작고 녹색으로 초여름에 이삭을 이루면서 가지 끝에 달린다. 꽃덮이조각은 5개이며 깊이 갈라져 있다.